# Dolichopus friedrichi
Dolichopus friedrichi är en tvåvingeart som beskrevs av Henk J.G. Meuffels och Patrick Grootaert 1999. Dolichopus friedrichi ingår i släktet Dolichopus och familjen styltflugor. Inga underarter finns listade i Catalogue of Life.